# Плотиченка (приток Жукопы)
Плотиченка — река в Тверской области России, левый приток Жукопы. Протекает по территории Охватского сельского поселения Пеновского района. Длина реки составляет 18 км, площадь водосборного бассейна — 109 км².
Река берёт начало из болота в 9 км к югу от посёлка Соблаго. Течёт в северном направлении, затем на восток и северо-восток. Протекает через озеро Тиницкое, которое соединено с Верхневолжским водохранилищем. Основной приток — Орлинка (лев.) — впадает в озеро Тиницкое.

## Данные водного реестра
По данным государственного водного реестра России относится к Верхневолжскому бассейновому округу, водохозяйственный участок реки — Волга от истока до Верхневолжского бейшлота, речной подбассейн реки — бассейны притоков (Верхней) Волги до Рыбинского водохранилища. Речной бассейн реки — (Верхняя) Волга до Куйбышевского водохранилища (без бассейна Оки).
Код объекта в государственном водном реестре — 08010100112110000000185.